# السورين (مذيخرة)

تعديل مصدري - تعديل

السورين محلة تابعة لقرية عنب، التابعة لعزلة المغاربة بمديرية مذيخرة إحدى مديريات محافظة إب في الجمهورية اليمنية، بلغ تعداد سكانها 77 حسب تعداد اليمن لعام 2004.